# Années 830
Les années 830 couvrent la période de 830 à 839.

## Événements

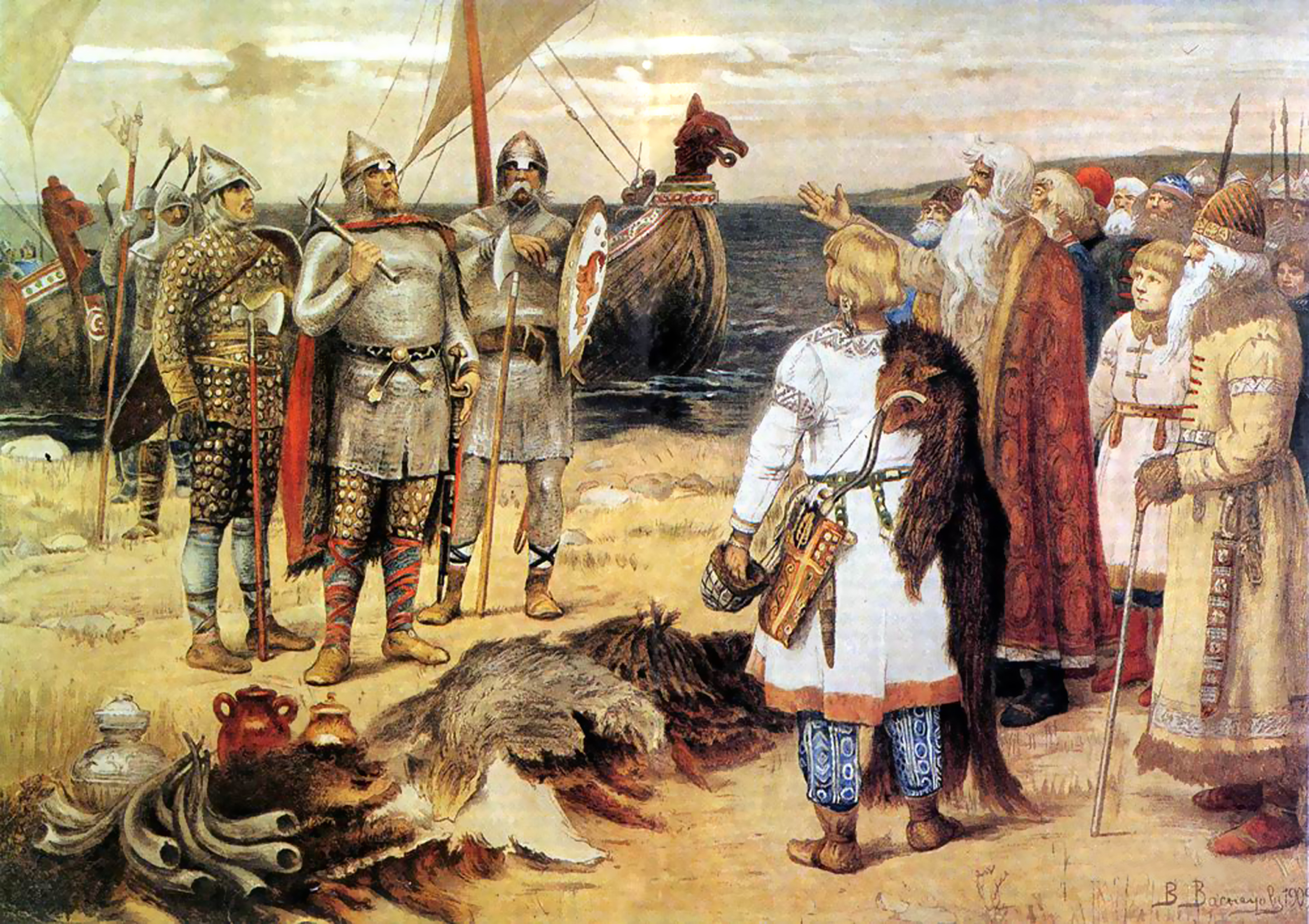
Les Varègues, toile de Viktor Vasnetsov.

- Vers 830 :
  - à l'est, les Varègues[1] installent des bases commerciales sur les cours de la Volga et du Dniepr liées à Constantinople et aux États musulmans[2].
  - les Hongrois, mentionnés pour la première fois par des sources écrites, sont attaqués dans la région du Don et du Dniepr par les Petchenègues. Ils se divisent en deux branches[3].
  - les Aghlabides d'Afrique sont présents en Sicile et en Italie. Ils signent des accords commerciaux avec Naples, Amalfi et Gaète[4].
  - premiers pèlerinages avérés à Compostelle[5].

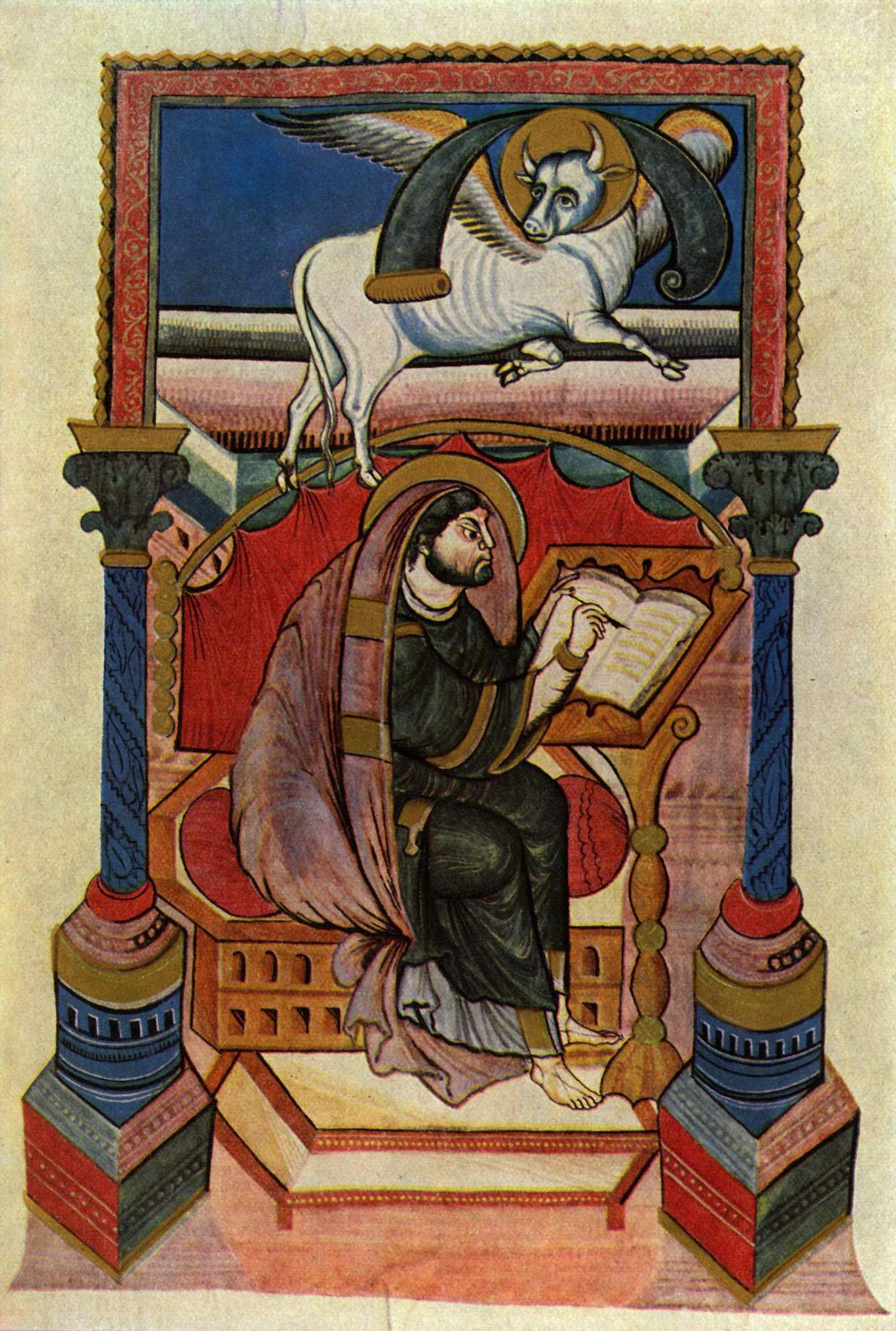
Évangéliaire de Fulda, vers 830-840.

- 830-833 et 837-838 : guerre de Byzance contre les Abbassides en Asie Mineure[6].
- 830-833 : création du royaume de Grande-Moravie[7].
- 830-831 et 832-835 : crises de succession dans l'empire carolingien[8]. Les partisans de l’unité de l’Empire carolingien poussent contre Louis le Pieux ses trois fils aînés soutenus par le pape. L'empereur est déposé par ses fils (833). L'année suivante, Pépin d'Aquitaine et Louis de Bavière qui se retournent contre Lothaire aux côtés de leur père qui est rétabli.
- 833-848 : Mihna (« l'épreuve »), persécution contre les érudits qui n'adhèrent pas au mutazilisme, doctrine officielle du califat depuis 827[9]. Le théologien musulman Ahmad Ibn Hanbal (780-855) est emprisonné pendant treize mois et la résistance s’organise chez les traditionalistes[10]. Auteur d'un recueil de 28 000 règles de droit, le Musad), Ibn Hanbal rejette tout raisonnement et toute démarche personnelle (idjtihâd) et prône l’acceptation et la fidélité à la religion (naql). Il acquiert une célébrité posthume.
- 833-835 :  Breve memorationis promulgué à l'abbaye de Bobbio (Italie) par l'abbé Wala, qui concerne l'organisation du monastère[11].

- 834-837 : attaques des Vikings en Frise (Dorestad est pillée en 834, 835, 836, 837)[12]. Ils profitent de la crise de la déposition de Louis le Pieux pour multiplier les raids contre l'empire carolingien (834-837), à partir de leurs bases de Noirmoutier et d'Angleterre[13].

- 835 : attaques des Vikings contre l’Angleterre. Ils occupent Sheppey. Egbert de Wessex les combat en 836 et 838[12].

- Vers 835 : la secte des pauliciens, qui refuse l’image, le statut de Marie et des saints ainsi que toute hiérarchie au sein de l’Église, et qui est persécutée dans l'Empire byzantin, s’empare de la ville d’Argaoun alors sous la protection de l'émir de Mélitène. Après la mort du dernier didascale Sergios en 835, elle se militarise et participe aux côtés des musulmans à la guerre contre l'empire byzantin[14].
- 836 : devant les attaques des Vikings, les reliques de Saint-Philibert sont transférées de Noirmoutier sur le continent[12].
- 837/838 : les Hongrois atteignent les bouches du Danube[15].
- 836-845 : raids des Vikings en  Irlande[12]. Le Norvégien Turgeis crée un royaume normand[16].
- Vers 837/838 : le royaume Khazar émet une monnaie imité des dirhams abbassides qui mentionne au lieu de la formule musulmane habituelle Il n'y a qu'un Dieu, et Moïse est son prophète[17]..

## Personnages significatifs
Abd al-Rahman II
- Al-Mamun
- Al-Mutasim
- Anschaire de Brême
- Aznar Sanche
- Bernard de Septimanie
- Egbert de Wessex
- Langdarma
- Lothaire Ier
- Louis le Pieux
- Louis II de Germanie
- Malamir
- Mojmír Ier
- Nominoë
- Pépin Ier d'Aquitaine
- Ramire Ier d'Oviedo
- Théodora, femme de Théophile
- Théophile (empereur byzantin)